# Евкратид I
Евкратид I Велики (на гръцки: Ευκρατίδης Α΄ Μέγας) е владетел на Гръко-бактрийското царство и основател на Евкратидовата династия. Управлява през 170 – 145 г. пр.н.е.

## Произход
Не е ясно какъв е точно произходът на Евкратид, въпреки че той издава монети с образите на своите родители Хелиокъл и Лаодика. Възможно е да е бил свързан със Селевкидската династия. Несъмнено обаче е влиятелен военачалник, преди да се качи на трона.

## Узурпация и царуване
Евкратид оглавява преврат в Бактрия срещу Деметрий I, който се намира на военен поход в Индия. В продължителна война Евкратид побеждава Деметрий I и свързаните с неговата династия Антимах I, Аполодот I, Евтидем II, Антимах II и Деметрий II, а може би също Панталеон и Агатокъл, т.е. най-малко 8 царуващи владетели. Въпреки това военачалникът Менандър успешно се защитава от Евкратид I и остава независим владетел и основател на Индо-гръцко царство (в Таксила (дн. Пенджаб), Синд и вероятно Гуджарат).
След като отстранява Евтидемовата династия в Бактрия, Евкратид I е в постоянен конфликт с индо-гръцкия цар Менандър, но без да постигне траен успех. Бактрийското царство е изтощено от непрестанните междуособни войни. На западната граница на царството започват атаки на партите, които завземат Херат през 167 г. пр.н.е.
На връщане от поредния си поход в Индия Евкратид I Велики е убит от сина си, а трупът му е поруган и влачен с колесница. Наследен е от Евкратид II и Хелиокъл I. Между членовете на неговата династия, които го последват, се разгарят междуособни войни. Само няколко десетилетия след смъртта му Гръко-Бактрийското царство пада под ударите на степните племена юеджи от североизток.